# Melchior Goldast

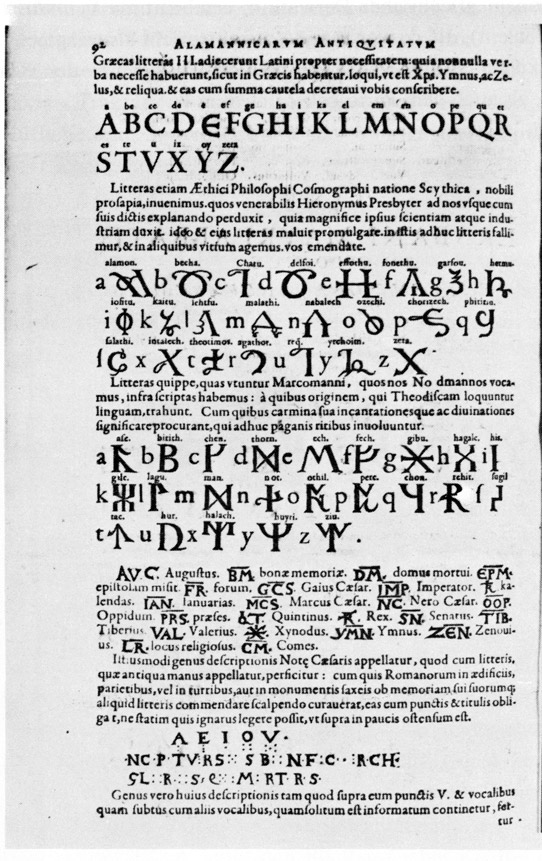
Une page des Alemannicarum rerum scriptores aliquot vetusti

Melchior Goldast von Haiminsfeld, né le 6 janvier 1578 à Espen près de Bischofszell en Thurgovie, mort le 11 août 1635 à Giessen en landgraviat de Hesse-Darmstadt, est un jurisconsulte, philologue, historien, linguiste et bibliophile suisse, de religion protestante, auteur de nombreux travaux d'érudition historique.

## Biographie
Fils de petits propriétaires terriens catholiques apparemment sans fortune, il fréquenta le gymnasium de Memmingen entre 1590 et 1593, puis poursuivit ses études dans les universités d'Ingolstadt (1594) et d'Altdorf (1595/98). Il décrocha un diplôme de magister philosophiæ. Revenu dans sa patrie, il séjourna à partir de 1599 à Saint-Gall, hôte du riche Bartholome Schobinger, qu'il appelle son « Mécène » dans sa correspondance, et il mena des recherches dans les bibliothèques et archives de la ville. Entre 1599 et 1603, il habita aussi Genève, où il fut l'hôte du jurisconsulte Jacques Lect, avec les jeunes frères Jean et Nicolas de Vassan à qui il servit de précepteur, et en 1603 secrétaire du duc de Bouillon. Il accompagna ce dernier à Heidelberg, où il aurait été reçu docteur in utroque jure.
À partir de novembre 1603, il fut précepteur chez la baronne de Hohensax au château de Forsteck (près de Sennwald). Entre 1606 et 1614, il vécut à Francfort, où il exerça une activité de jurisconsulte auprès de plusieurs princes ayant résidence dans cette ville. En 1614, il partit pour Weimar, puis en 1615 pour Bückeburg, où il entra au service du comte Ernest de Holstein-Schaumburg. En 1624, alors que la Guerre de Trente Ans faisait rage, il se rendit à Brême, où il mit sa bibliothèque en sûreté. Il retourna ensuite à Francfort. Il fut nommé conseiller impérial en 1627. Entré au service du landgrave de Hesse-Darmstadt en 1632, il mourut à Giessen.
Il développa une véritable passion pour les livres et les vieux documents, et en aurait même détourné pendant ses recherches à Saint-Gall, d'où il résulta un procès en 1605. Sa bibliothèque, contenant de nombreux manuscrits et incunables précieux, était entreposée à Brême à sa mort ; elle fut rachetée, partie par le Conseil de ville pour sa bibliothèque publique en 1646, partie par Isaac Vossius pour le compte de Christine de Suède en 1650. En 1948, la Bibliotheca Vadiana de Saint-Gall a racheté à Brême 41 parchemins et 98 lettres de Joachim de Watt provenant de cette collection.
Il a déployé au cours de sa vie une activité considérable dans les domaines de la philologie et de l'érudition historique et juridique, et aurait quelque 65 publications à son actif (principalement des éditions ou compilations de textes antiques, médiévaux ou modernes, dont, pour nombre d'entre eux, il donna l'editio princeps). Parmi ces publications, on peut citer :
- Sallustii Pharamundi Helvetii Carolus Allobrox seu de superventu Allobrogum in urbem Genevam historia, Genève, 1603[8].
- Paræneticorum veterum pars I, in qua producuntur scriptores octo : S. Valerianus Cimelensis, S. Colombanus abbas, Dinamius Grammaticus, S. Basilius episcopus, Annæus Boethius, Tyrol rex Scottorum, Winsbekius eques Germanus, Winsbekia nobilis Germana, Lindau, 1604 (réimpr. Stuttgart, Kümmerle, 1980)[9].
- Suevicarum rerum scriptores aliquot veteres, Francfort, 1605 (rééd.. Ulm, 1727).
- Alemannicarum rerum scriptores aliquot vetusti, Francfort, 1606 (rééd.. 1730[10]), 3 vol.
- Sibylla Francica, seu de admirabili puella Johanna Lotharinga, pastoris filia, ductrice exercitus Francorum sub Carolo VII, Francfort, 1606.
- Clavis philosophiæ peripateticæ aristotelicæ, Francfort, 1606.
- Imperatorum, regum et principum electorum Sancti Romani Imperii recessus, constitutiones, ordinationes et rescripta, Francfort, 1607 (t. I) ; Hanau, 1609 (t. II) ; Offenbach-sur-le-Main, 1610 (t. III) ; Francfort, 1613 (t. IV).
- Imperalia decreta de cultu imaginum in utroque imperio tam Orientis quam Occidentis promulgata, Francfort, 1608.
- T. Petronii Arbitri equitis Romani Satyricon, Francfort, 1610 (édition du Satyricon, réalisée en collaboration avec Michael Caspar Lundorp, avec toute la tradition du commentaire, et un commentaire original signé du pseudonyme « George Erhard » ; réimpr. Lyon, 1618, et Francfort, 1621).
- Manuale biblicum, sive Enchiridion Sanctæ Scipturæ, Francfort, 1610.
- Monarchia Imperii Romani, seu de jurisdictione et potestate imperatoris et papæ, Hanau, 1612.
- Digesta regia de sacrosancta Eucharistia, sive constitutiones imperiales de sacramento corporis et sanguinis Domini nostri Jesu Christi, Francfort, 1616.
- Tractatus de majoratu et præcedentia ac prærogativa senioris principis in familiis regiis, electoralibus et illustribus, Francfort, 1619.
- Catholicon rei monetariæ, sive leges monarchicæ generales de rebus nummariis et pecuniariis, Francfort, 1620.
- Paradoxon de honore medicorum... in quo præceptum Jesu Sirachi apodictice explicatur, Francfort, 1620.
- De Bohemiæ regni juribus ac privilegiis commentarii, Francfort, 1627.
- Observationes et sententiæ in utroque jure receptæ, Francfort, 1629.

En 1608/10, il publia à Francfort une édition pirate de l'Historia temporis sui de Jacques Auguste de Thou, en collaboration avec le théologien protestant de Heidelberg Quirinus Reuter, et en 1613, toujours à Francfort, les Œuvres (Opera politica, historica, philologica, epistolica) de Willibald Pirckheimer.
Son importante correspondance avec de nombreux érudits contemporains a été publiée un demi-siècle après sa mort : Virorum clarorum et doctorum ad M. Goldastum epistolæ e bibliotheca Henrici Guntheri Thulemarii, Francfort et Spire, 1688.

## Sources
- Karl Heinz Burmeister, « Goldast, Melchior (von Haiminsfeld) » dans le Dictionnaire historique de la Suisse en ligne, version du 28 novembre 2005.